# Get My Way!
"Get my way!" (lett. "Prendi la mia via!") è il quarto singolo della cantante giapponese J-pop Mami Kawada sotto Geneon Entertainment. Il brano che da titolo al singolo fu usato come seconda sigla di chiusura della serieanime Hayate no Gotoku. Il singolo si è posizionato ventisettesimo nella classifica di Oricon vendendo circa 7 253 copie.
Il singolo è stato distribuito in edizione limitata CD+DVD (GNCA-0069) e in edizione regolare con il solo CD (GNCA-0070). Il DVD contiene il video promozionale di Get my way!.

## Lista tracce
1. Get my way! - 2:56
Composizione: Kazuya Takase
Arrangiamento: Kazuya Takase, Takeshi Ozaki
Testi: Mami Kawada
2. Aozora to Taiyou (青空と太陽?) - 4:21
Composizione: Tomoyuki Nakazawa
Arrangiamento: Tomoyuki Nakazawa, Takeshi Ozaki
Testi: Mami Kawada
3. Get my way! (instrumental) - 2:56
4. Aozora to Taiyou (instrumental) (青空と太陽?) - 4:18

## Posizione classifica e vendite
| Posizione classifica Oricon (settimanale) | Vendite | Periodo in classifica |
| ----------------------------------------- | ------- | --------------------- |
| 27                                        | 12,111  | 5 settimane           |